# Lasse Hallström
Lars Sven „Lasse” Hallström (ur. 2 czerwca 1946 w Sztokholmie) – szwedzki reżyser filmowy i telewizyjny.

## Życiorys
Karierę zaczynał w latach 70. jako realizator teledysków, zasłynął zwłaszcza współpracą z ABBĄ. Pod koniec dekady nakręcił swoje pierwsze filmy fabularne. Uznanie przyniósł mu zrealizowany w 1985 komediodramat Moje pieskie życie, za który otrzymał nominację do Oscara w kategorii najlepsza reżyseria, a sukces obrazu otworzył mu kilka lat później drogę do Hollywood.
Jego pierwszym amerykańskim filmem była komedia romantyczna Jedna runda z Holly Hunter. W 1993 zaś zrealizował Co gryzie Gilberta Grape’a, jeden z pierwszych filmów w karierze Leonardo DiCaprio, w którym główną rolę w zagrał jednak Johnny Depp. Inne ciepło przyjęte dzieła Szweda to Wbrew regułom (na podstawie powieści Johna Irvinga Regulamin tłoczni win, nominacja do Oscara za reżyserię), Czekolada (w oparciu o powieść Joanne Harris o tym samym tytule) czy Niedokończone życie z Jennifer Lopez i Robertem Redfordem.
Jego żoną była aktorka i osobowość telewizyjna Malou Hallström (1941–2005), z którą się rozwiódł. Obecnie jest związany z aktorką Leną Olin.

## Reżyseria (wybór)
W Szwecji:
- ABBA. Film (1977)
- Jag är med barn (1979)
- Tuppen (1981)
- Moje pieskie życie (Mitt liv som hund 1985)
- Dzieci z Bullerbyn (Alla vi barn i Bullerbyn 1986)
- Dzieci z Bullerbyn: Nowe przygody (Mer om oss barn i Bullerbyn 1987)

W Stanach Zjednoczonych:
- Jedna runda (Once Around 1991)
- Co gryzie Gilberta Grape’a (What’s Eating Gilbert Grape 1993)
- Something to Talk About (1995)
- Wbrew regułom (The Cider House Rules 1999)
- Czekolada (Chocolat 2000)
- Kroniki portowe (The Shipping News 2001)
- Niedokończone życie (An Unfinished Life 2005)
- Casanova (2005)
- The Hoax (2007)
- Sammy (2008)
- Mój przyjaciel Hachiko (Hachi: A Dog's Tale 2009)
- Wciąż ją kocham (Dear John 2010)
- Bezpieczna przystań (Safe Haven 2013)
- Podróż na sto stóp (The Hundred-Foot Journey 2014)
- Był sobie pies (A Dog's Purpose 2017)
- Dziadek do orzechów i cztery królestwa (The Nutcracker and the Four Realms 2018)